# Андранік Теймурян
Андранік Теймурян (перс. آندرانیک تیموریان, вірм. Անդրանիկ Թեյմուրյան,нар. 6 березня 1983, Тегеран) — іранський футболіст, вірменського походження, півзахисник клубу «Трактор Сазі» та національної збірної Ірану.

## Клубна кар'єра
У дорослому футболі дебютував 2002 року виступами за команду клубу «Огаб», в якій провів два сезони. Протягом 2005—2006 років захищав кольори команди клубу «Абумослем».
Своєю грою за останню команду привернув увагу представників тренерського штабу англійського «Болтон Вондерерз», до складу якого приєднався 2006 року. Відіграв за клуб з Болтона наступні два сезони своєї ігрової кар'єри.
2008 року перейшов до «Фулгема», в команді якого закріпитися не зміг і наступного року був відданий у піврічну оренду до «Барнслі». Після повернення з оренди у складі «Фулгема» так і не заграв, а 1 липня 2010 року було оголошено про розірвання контракту клуба з гравцем. 
Розглянувши декілька варіантів продовження кар'єри в Англії, Теймурян все ж був змушений у вересні 2010 року повернутися на батьківщину, де спочатку став гравцем «Трактор Сазі», а за рік, у 2012, перейшов до «Естеглала». 
Протягом 2012—2013 років грав у Катарі за «Аль-Харітіят», після чого повернувся до «Естеглала».
27 грудня 2014 року Теймурян знову підписав контракт на півтора року з клубом «Трактор Сазі». 

## Виступи за збірну
2005 року дебютував в офіційних матчах у складі національної збірної Ірану. Наразі провів у формі головної команди країни 77 матчів, забивши 8 голів.
У складі збірної був учасником чемпіонату світу 2006 року у Німеччині, кубка Азії з футболу 2007 року та кубка Азії з футболу 2011 року.